# Inseminoid
Pour plus de détails, voir Fiche technique et Distribution.
Inseminoid (intitulé Horror Planet aux États-Unis), est un film de science-fiction horrifique britannique réalisé par Norman J. Warren sur le scénario de Gloria Maley et Nick Maley, mettant en scène Robin Clarke, Jennifer Ashley et Stephanie Beacham. Produit par Jupiter Film, ce film est d'abord sorti en Allemagne de l'Ouest, le 23 janvier 1981 sous le titre Samen des Bösen, puis finalement au Royaume-Uni, le 22 mars 1981.
En France, il est sorti le 30 septembre 1981.
Ce long-métrage a été récompensé comme Meilleurs effets spéciaux, en 1982, au Fantafestival en Italie.

## Synopsis
Sur une planète gelée, une équipe de 12 archéologues et scientifiques du projet Xeno fouille les ruines d'une civilisation ancienne. Un réseau de grottes contient des marques murales et des cristaux d'origine inconnue. Alors qu'il enquête sur les grottes, Dean White est pris dans une mystérieuse explosion et se retrouve frappé d'incapacité. Déchiffrant les marquages muraux, le xénolinguiste Mitch théorise que la civilisation extraterrestre était basée sur un concept de dualisme : la planète orbite autour d'une étoile binaire et semble avoir été dirigée par des jumeaux. L'assistante médicale Sharon découvre que les cristaux sont entourés d'un champ d'énergie et en déduit qu'une forme « d'intelligence chimique » contrôle la vie sur la planète.
Ricky Williams est contraint de retourner dans les grottes lorsqu'un échantillon de cristal commence à pulser et que l'intelligence prend le contrôle de lui par une blessure au bras. Dans sa folie, il jette Gail dans un tas de métal tordu, endommageant sa combinaison environnementale et piégeant son pied. Désespérée de se libérer, Gail enlève son casque et tente d'amputer son pied avec une tronçonneuse, mais elle meurt de froid. L'agent de documentation Kate Carson tire sur Ricky avec un fusil harpon avant qu'il n'ouvre les deux portes du sas et ne rende l'air à l'intérieur de la base incirculable.
Après l'enterrement de Ricky et Gail, Mitch et Sandy retournent dans les grottes pour recueillir d'autres cristaux. Une créature monstrueuse apparaît et démembre Mitch avant de violer Sandy. Sandy est récupérée des grottes et traitée par le médecin de l'équipe, Karl, qui découvre que le viol a déclenché une grossesse accélérée. Lorsque d'autres explosions bloquent les grottes, les survivants n'ont plus qu'à attendre l'arrivée d'une navette de sauvetage.
L'intelligence prend le contrôle de Sandy. Elle poignarde Barbra à mort avec une paire de ciseaux et mutile Dean et les restes de Mitch en buvant leur sang. Le reste de l'équipe se réfugie dans la salle de contrôle car Sandy utilise des explosifs pour détruire l'émetteur de la base. Lorsque son déséquilibre mental semble se corriger de lui-même, Karl, Sharon et le commandant Holly McKay tentent de l'endormir. Cependant, la folie de Sandy revient et Holly et Karl sont tués dans un accident avec des thermoscelleuses, après quoi Sandy éventre les corps.
Mark radios Sandy, son intérêt romantique, de la salle de contrôle pour la distraire tandis que Kate et Gary partent pour s'armer avec des tronçonneuses d'une salle de stockage. La ruse est découverte et Sandy harponne Gary à l'extérieur du sas, respirant l'atmosphère toxique de la planète sans effet néfaste pendant qu'elle dévore sa chair. Alors qu'il se prépare à une dernière confrontation, Mark tombe sur les jumeaux hybrides de Sandy, les nouveau-nés de Sandy. Il les laisse avec Sharon alors que Sandy utilise plus d'explosifs pour faire sauter la porte de la salle de contrôle et détruit tout l'équipement à l'intérieur. Sandy blesse Kate avec une autre charge explosive et la tue. Dans un dernier combat, Mark étrangle Sandy avec un bout de câble. Il retourne chez Sharon pour la retrouver morte, l'un des jumeaux lui mordant le cou entaillé, avant que son frère ou sa sœur ne se lance sur lui.
Vingt-huit jours plus tard, une navette Xeno atterrit sur la planète pour enquêter sur la perte de contact avec l'équipe. La base étant en ruines et tous les membres de l'équipe étant morts ou portés disparus, les commandos Corin et Roy abandonnent la recherche de survivants et le pilote de la navette Jeff radios Xeno control pour demander l'autorisation de revenir. Les derniers clichés révèlent que les jumeaux de Sandy se sont rangés dans un compartiment de rangement à bord de la navette.

## Fiche technique
- Titre : Inseminoid
- Réalisation : Norman J. Warren
  - Première assistante réalisation : Gary White
  - Seconde assistante réalisation : Adrian Rawle
  - Troisième assistante réalisation : Derek Harrington
- Scénario : Gloria Maley et Nick Maley
- Productions : Richard Gordon et David Speechley
  - Production exécutive : Peter M. Schlesinger
- Société de production : Jupiter Film
- Sociétés des effets spéciaux : Camera Effects et Oxford Scientific Films
- Sociétés des effets maquillages : Make-Up Effects
  - Superviseur des effets maquillages : Nick Maley
- Sociétés de distribution :
  -  Royaume-Uni : Butcher's Film Service
  -  France : René Chateau
- Chef de casting : Rose Tobias Shaw
- Chef de la photographie : John Metcalfe
- Chef de décors : Hayden Pearce
- Chef de costumes : Olinkha
- Montage : Peter Boyle
- Musique : John Scott
- Format : Couleur - 2,35:1 • 35mm - Mono
- Budget : 1 000 000 de livres (soit 2 000 000 de dollars)
- Genre : Science-fiction horrifique
- Pays d'origine : Royaume-Uni
- Langue : anglaise
- Durée : 93 minutes
- Dates de sortie :
  -  Royaume-Uni : 22 mars 1981
  -  France : 30 septembre 1981
- Film interdit aux moins de 16 ans lors de sa sortie en France

## Distribution
- Robin Clarke : Mark
- Jennifer Ashley : Holly
- Stephanie Beacham : Kate
- Steven Grives : Gary
- Barrie Houghton : Karl
- Rosalind Lloyd : Gail
- Victoria Tennant : Barbra
- Trevor Thomas : Mitch
- Heather Wright : Sharon
- David Baxt : Ricky
- Dominic Jephcott : Dean
- John Segal : Jeff
- Kevin O'Shea : Corin
- Robert Pugh : Roy
- Judy Geeson : Sandy

## Production

### Tournage

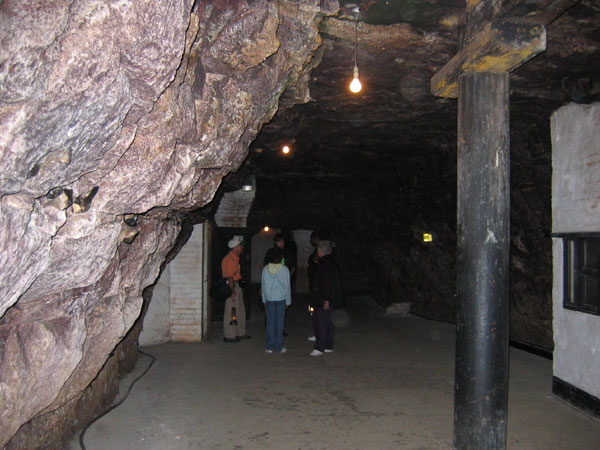
À l'intérieur des grottes de Chislehurst.

La firme proposant un budget de 1 000 000 de livres, le tournage s'est déroulé à partir 12 mai 1980 dont trois semaines en plein milieu des grottes de Chislehurst dans le sud-est du Grand Londres, faisant trente-cinq kilomètres de long, et deux jours sur l'île Gozo de l'archipel maltais, située à quatre kilomètres au nord-ouest de l'île de Malte, pour simuler le décor désolé de la planète des extra-terrestres. Les restes sont entièrement tournés en une semaine aux studios dans la banlieue de Wembley au nord-ouest de Londres.
Pour les effets spéciaux, c'est la seconde équipe qui s'en était concentrée dans le Film House situé sur Wardour Street dans la Cité de Westminster à Londres.

### Musique
Pour compléter la musique du film, le compositeur John Scott a choisi la musique électronique.

#### Liste de pistes
| No  | Titre                 | Durée |
| --- | --------------------- | ----- |
| 1.  | Main Title            | 02:35 |
| 2.  | The Chrysalis         | 03:34 |
| 3.  | Virus                 | 02:22 |
| 4.  | Death in Space        | 04:01 |
| 5.  | The Creature Strikes  | 03:20 |
| 6.  | The Insemination      | 02:10 |
| 7.  | Sandy's Metamorphosis | 04:02 |
| 8.  | Sandy's Warning       | 01:21 |
| 9.  | Sandy Kills           | 02:25 |
| 10. | Birth of the Twins    | 02:42 |
| 11. | Death of Sandy        | 02:27 |
| 12. | Inseminoid            | 03:51 |

## Distinctions
Récompense
- 1982 : Meilleurs effets spéciaux au Fantafestival

Nomination
- 1982 : Meilleur film au Fantasporto